# Augusta Matilda Johansson
Augusta Matilda Johansson, född 23 november 1874 i Foss församling i Göteborgs och Bohus län, död 19 september 1962 i Uddevalla församling i Göteborgs och Bohus län, var en svensk rösträttsaktivist och politiker.

## Biografi
Augusta Matilda Johansson var sömmerska och gift med skräddarmästaren Karl Gustaf Lindstam, med vilken hon drev ett skrädderi och engagerade sig politiskt. Den 1 maj 1908 demonstrerade 800 personer i Uddevalla, och under demonstrationen bjöd Karl Gustaf Lindstam in Augusta Johansson att hålla tal om kvinnlig rösträtt.
Johansson var verksam i kampanjen för införandet av kvinnlig rösträtt i Sverige och medlem i Föreningen för kvinnans politiska rösträtt i Uddevalla. Hon var en anlitad politisk talare för kvinnors rösträtt, för arbetsförhållanden och kvinnors rätt till ledighet efter att de fött barn. Hon satt i Uddevalla stadsfullmäktige 1919–1920, och var då en av endast tre kvinnor där, tillsammans med Elida Diurson och Ellen Ammelin.